# 國眼厚志
國眼 厚志（こくがん あつし、1963年5月24日 - ）は日本の小中学校教員、理科教育・情報教育研究者。

## 来歴
兵庫県豊岡市に生まれる。岡山大学教育学部を卒業。兵庫教育大学大学院学校教育研究科修了。教育学修士。専門は理科教育、原体験教育、Zoomによるリモート学習（オンライン授業およびハイフレックス授業）。
1986年〜2000年兵庫県公立中学校教員、2000年〜兵庫県公立小学校教員。原体験教育研究会幹事。
2021年日本科学協会の委託を受け「Web版科学体験まつり」(kagakutaiken.com)を制作。実行委員長として現在34ブースを運営。毎年数件ずつ更新して増やしている。
2021年より朝来市を中心に理科実験教室「サイエンスキャンプ」を主催。現在までインクルーシブサイエンスキャンプ、竹田城下町中サイエンスキャンプ合わせて14回を開催。また年始めには「オンライン実験教室」(同4回)、夏休みには「自由研究のコツ教えます」（同3回)を主催。「島で行うサイエンスキャンプ」も3回を数える。他の実験教室や自然教室、ICT利活用講座、プログラミング教室など精力的に講師活動を行っている。

## 著書
- 『環境問題を考えて活動しよう』（東山明・ 山田卓三監修）明治図書、1996年　ISBN 4-18-963708-4
- 『自然観察で楽しく遊ぼう』（東山明・山田卓三監修）明治図書、1996年 ISBN 4-18-963500-6
- 『わくわくサイエンスマジック』（原体験教育研究会、分担執筆）海竜社、2004年
- 『文系教師のための理科授業note3・4年編』（高田昌慶・福井広和との共著）明治図書、2005年 ISBN 4-18-663116-6
- 『文系教師のための理科授業note5・6年編』（高田昌慶・福井広和との共著）明治図書、2005年 ISBN 4-18-663210-3
- 『ワークシートでらくらく科学クラブ』（高田昌慶・福井広和との共著）明治図書、2006年 ISBN 4-18-663418-1
- 『ワークシートでらくらく科学クラブpart2』（高田昌慶・福井広和との共著）明治図書、2007年 ISBN 978-4-18-663512-6
- 『文系教師のための理科授業入門＆スキルアップ集』（高田昌慶・福井広和との共著）明治図書、2007年 ISBN 978-4-18-663329-0
- 『教師のためのICT活用ネタ70選』明治図書、2007年 ISBN 978-4-18-026715-6
- 『教師のためのラクラク便利帳92選』（水野宏也との共著）明治図書、2008年 ISBN 978-4-18-017241-2
- 『ワークシートでらくらく科学クラブpart3』（高田昌慶・福井広和との共著）明治図書、2009年 ISBN 978-4-18-663616-1
- 『プロジェクター活用で授業は劇的に変わる』明治図書、2009年 ISBN 978-4-18-247214-5
- 『壁新聞で教室が大変身』明治図書、2011年 ISBN 978-4-18-019410-0
- 『学校で学べるサバイバル術』（高田昌慶・福井広和との共著）明治図書、2011年 ISBN 978-4-18-664119-6
- 『文系教師のためのキットでバッチリ理科授業』（高田昌慶・福井広和との共著）明治図書、2013年 ISBN 978-4-18-046417-3
- 『3倍はやくこなせて10倍上手く仕上がる!小学校教師の仕事術』（水野宏也との共著）明治図書、2013年 ISBN 978-4-18-046313-8
- 『学級担任のための普通教室ICT活用術』明治図書、2013年 ISBN 978-4-18-046313-8
- 『ワークシートでらくらく科学クラブpart4』（高田昌慶・福井広和らとの共著）明治図書、2014年　ISBN 978-4-18-664213-1
- 『文系教師のための理科授業板書モデル』全４冊（高田昌慶・福井広和との共著）明治図書、2014年　ISBN 978-4-18-140123-8
- 『フォーマット活用で誰でもカンタン!学級通信ラクラク作成ガイド』明治図書、2015年　ISBN 978-4-18-239812-4
- 『文系教師のための理科授業ワークシート』全４冊（高田昌慶・福井広和との共著）明治図書、2019年ISBN 978-4-18-285310-4など
- 『板書でよくわかる365日の全授業小学校理科』全４冊（高田昌慶・福井広和との共著）明治図書、2022年
978-4-18-480119-6など
- 『1人1台タブレットPCらくらく活用授業』学研、2022年　ISBN 978-4-05-801839-2
- 『365日の全授業DX小学校理科』（高田昌慶・福井広和との共著）明治図書　ISBN 978-4-18-801318-2

## 研究・論文・受賞
- 「キク科植物アスター連における５年間の雑種変遷の研究」川崎哲也・國眼厚志・塩崎弘之　1986年岡山大学卒業論文

- 「原体験的視点での自然体験、科学体験」國眼厚志・宮下繁・山田卓三　1996年日本理科教育学会全国大会

- 「Let’s make ,play and think 」國眼厚志・宮下繁・緒方秀充　1996年米国サンフランシスコ　NSTA(全米理科教師協会)

- 「科学体験学習、自然体験学習を中心とした教材の開発及び効果についての研究」1997年笹川科学研究助成

- 「自然体験、科学体験のデータベース化および理科教育に生かすカリキュラムの作成」1997年科研費奨励研究(B)研究番号09907054

- 「原体験を理科教育に生かすカリキュラムの基礎的研究」1997年兵庫教育大学大学院修士論文

- 「誰にもすぐに使える教室でのＩＣＴ活用方法の研究」2008年笹川科学研究助成実践研究

- 「自作簡易デジタル教科書を用いたプレゼンテーション授業の考案と研究」2009年科研費奨励研究 研究番号21909007

- 「マルチタッチスクリーンタブレットを用いた机間巡視型電子黒板システムの開発と研究」2011年科研費奨励研究 研究番号23910008

- 「ワコムタブレットを用いた児童卓上記入型授業の考案と実践」2011年ICT夢コンテンストCEC奨励賞

- 「液晶タブレットを用いた児童卓上板書システムの考案と実践」2012年パナソニック教育財団実践研究

- 「液晶タブレットによる児童生徒卓上板書システムとダブル投影によるシームレス授業の研究」2013年笹川科学研究助成

- 「液晶タブレットを用いた算数授業における表現力育成の研究｣2013年ちゅうでん教育振興財団助成

- 「目視と投影を用いた理科教材のメディア活用｣2014年ちゅうでん教育振興財団助成実践研究

- 「タブレットパソコンを用いたペアトークによる算数協働学習の研究」2015年パナソニック教育財団実践研究

- 「主体的協働的学修により児童が創り上げる理科授業研究｣2017年ちゅうでん教育振興財団助成

- 「主体的能動的協働的な学修により、児童自らが創り上げる授業の研究｣2017年日本教育公務員弘済会奨励賞

- 「学級だよりの写真が動く?!学校と家庭をつなぐ日刊動画新聞｣2018年ICT夢コンテスト総務大臣賞

- 「障害を持つ人たちのための科学体験活動｣2019年笹川科学研究助成実践研究

- 「iPadで活用できるVR動画を用いた理科教材開発｣2019年ちゅうでん教育振興財団助成

- 「位置情報活用による校内･校区内教材化の研究及び｢動く理科だより｣の研究2019年パナソニック教育財団実践研究

- 「『動く理科だより』の発行で児童･保護者が参加体験型の理科学習を展開｣2019年日本教育公務員弘済会兵庫県奨励賞

- 「障害を持つ人たちのための科学体験活動｣2020年笹川科学研究助成奨励賞

- 「休校で活用できるブログ、動画、オンライン授業の研究」2020年ちゅうでん教育振興助成

- 「休校中に毎日活用！ブログ貼り付けによる学習動画超簡単配信」2020年ICT夢コンテスト日本教育新聞社賞

- 「リモートで行う安心で意欲的な町探検及び児童会行事」2021年ちゅうでん教育振興助成

- 「ＡＲからＱＲ、無料で簡単設定、全学年に広がった動く学級便り｢新･日刊動画新聞」2021年度ICT夢コンテスト優良賞

- 「対面と同じ準備でできる超簡単ハイフレックス授業の研究と実践」2022年度ICT夢コンテスト優良賞